# 北海道立総合研究機構農業研究本部北見農業試験場

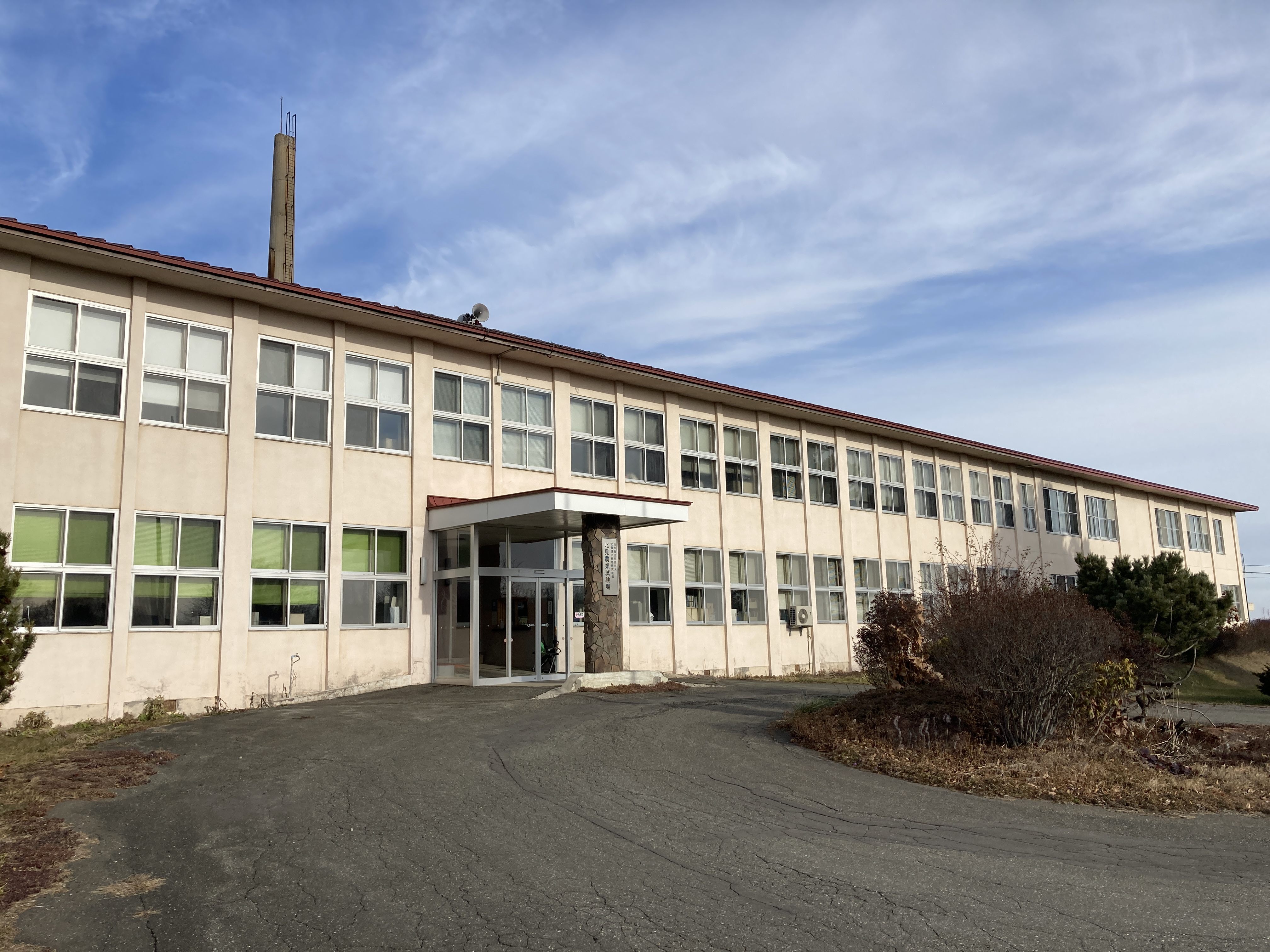
北見農業試験場

地方独立行政法人北海道立総合研究機構農業研究本部北見農業試験場（ちほうどくりつぎょうせいほうじんほっかいどうりつそうごうけんきゅうきこうのうぎょうけんきゅうほんぶきたみのうぎょうしけんじょう）は、北海道内の農業に関する試験研究等を行うために設置された、地方独立行政法人北海道立総合研究機構の試験研究機関である。

## 概要
畑作及び牧草の試験研究に重点をおくほか、オホーツク総合振興局管内における地域対応研究を担当する。

## 沿革
- 1907年（明治40年）：北海道庁地方農事試験場北見分場が、常呂郡野付牛村（現・北見市）に設置される。
- 1908年（明治41年）：北海道庁立上川農事試験場北見分場に改称される。
- 1910年（明治43年）：国費へ移管され、北海道農事試験場北見支場となる。
- 1942年（昭和17年）：北海道農業試験場北見支場に改称される。
- 1950年（昭和25年）：北海道へ移管され、北海道立農業試験場北見支場となる。
- 1955年（昭和30年）：原々種農場女満別分場跡に大麦指定試験地を設置する。
- 1959年（昭和34年）：大麦指定試験地を含めて常呂郡訓子府町へ移転する。
- 1964年（昭和39年）：本支場制を改め、北海道立北見農業試験場となる。
- 2010年（平成22年）：地方独立行政法人北海道立総合研究機構の設立により北海道から移管され、名称を「地方独立行政法人北海道立総合研究機構農業研究本部北見農業試験場」と改める。

## 育成品種
水稲
かんまさり、はやゆき、はやこがね（以上粳種）、おんねもち、はくちょうもち（以上糯種）
小麦
春播小麦農林75号、ハルヒカリ、ハルユタカ（以上春播種）、北栄、ホロシリコムギ、タクネコムギ、チホクコムギ、ホクシン、きたほなみ（以上秋播種）
大麦
アカンムギ、マシュウムギ（以上六条種）、ほしまさり、りょうふう（以上二条種）、マリモハダカ（裸麦）
大豆
北見白
豌豆
大緑（青豌豆）、北海赤花（赤豌豆）
馬鈴しょ
スノーマーチ
玉ねぎ
せきほく、蘭太郎、ゆめせんか、すらりっぷ
牧草
ノサップ、ホクシュウ、キリタップ、なつさかり、なつちから、なつぴりか（以上チモシー）、アイカップ、フーレップ（スムーズブロムグラス）